# Santana dos Garrotes
Santana dos Garrotes is een gemeente in de Braziliaanse deelstaat Paraíba. De gemeente telt 7.817 inwoners (schatting 2009).